# Carbuterol
Carbuterol (INN; carbuterol hydrochloride USAN) là một chất đồng vận β2 adrenoreceptor tác dụng ngắn.

## Tổng hợp

DE 2032642